# Pseudartiocotylus ceylonicus
Pseudartiocotylus ceylonicus ist eine Art der Landplanarien. Die Art ist der einzige Vertreter der Gattung Pseudartiocotylus. Sie wurde in der Gebirgskette Namunukula auf Sri Lanka gefunden.

## Merkmale
Ursprünglich wurde die Gattung folgendermaßen definiert. Pseudartiocotylus ceylonicus hat einen verhältnismäßig kurzen, gurtartigen Körper. Zwischen den Augen sitzt ein Sinnesorgan, das wie eine Uhrglasschale aussieht. Am Vorderende sitzen bauchseitig zwei ambulacrale Gruben. Diese Beschreibung ist jedoch zu unvollständig, als dass die Gattung vollständig definiert werden kann, so dass weitere Untersuchungen nötig sind.